# EB-Reihen 15/15S
Die Reihen 15 und 15S der Chemins de fer de l’État belge (EB), die 1926 zu den Reihen 14, 15 und 16 der Belgischen Staatsbahnen (SNCB) wurden, waren Tenderlokomotiven der Achsfolge 2’B1’ Atlantic, die hauptsächlich vor Personenzügen eingesetzt wurden. In den Jahren 1900 bis 1913 baute die belgische Industrie 200 Stück in drei verschiedenen Varianten, die bis 1959 im Dienst standen.

## Geschichte
Im Jahre 1899 beauftragte die Chemins de fer de l'État Belge (EB) die Ateliers de la Meuse mit dem Entwurf einer Tenderlokomotive für Personenzüge. Ein erster Prototyp mit der Fabriknummer 1539 wurde von La Meuse, ein zweiter von der Société Franco-Belge an die EB geliefert. Die Lokomotiven erhielten die Betriebsnummer 2515 und 2516. Sie unterschieden sich durch die Bauart der Feuerbüchse. Während die 2515 eine tief zwischen die beiden Treibradsätze hinunterreichende Feuerbüchse hatte, die für die Verwendung von Brikett vorgesehen war, hatte die 2516 eine halb tiefe Feuerbüchse, die über den zweiten Treibradsatz hinausreichte, in der sowohl Briketts als auch Kleinkohle verbrannt werden konnte. Die 2516 wurde an der Weltausstellung Paris 1900 gezeigt.
In den Jahren 1900 bis 1901 wurden 49 Lokomotiven nach dem Muster der 2515 gebaut, parallel dazu von 1900 bis 1908 wurden 73 Lokomotiven nach dem Muster der 2516 gebaut. Beide Bauarten wurden der Reihe 15 zugeordnet und waren im ganzen Netz der EB im Einsatz.
1905 ließ die EB bei einer Lokomotive mit halb tiefer Feuerbüchse einen Überhitzer einbauen. In den Jahren 1907 und 1909 bis 1913 wurden 78 Lokomotiven nach diesem Baumuster geliefert. Diese der Reihe 15S zugeordneten Lokomotiven hatten gegenüber den Nassdampflokomotiven eine von 880 PS auf 980 PS erhöhte Leistung und waren in der Lage, in der Ebene Personenzüge mit 100 km/h zu befördern.
Bei der Umbenennung der EB in die SNCB 1926 wurden die Lokomotiven der Reihe 15 mit tiefer Feuerbüchse zur Reihe 14, die mit der halb tiefen blieben die Reihe 15 und die Lokomotiven der Reihe 15S wurden zur Reihe 16. Die letzten Lokomotiven wurden 1959 ausgemustert.

## Technik

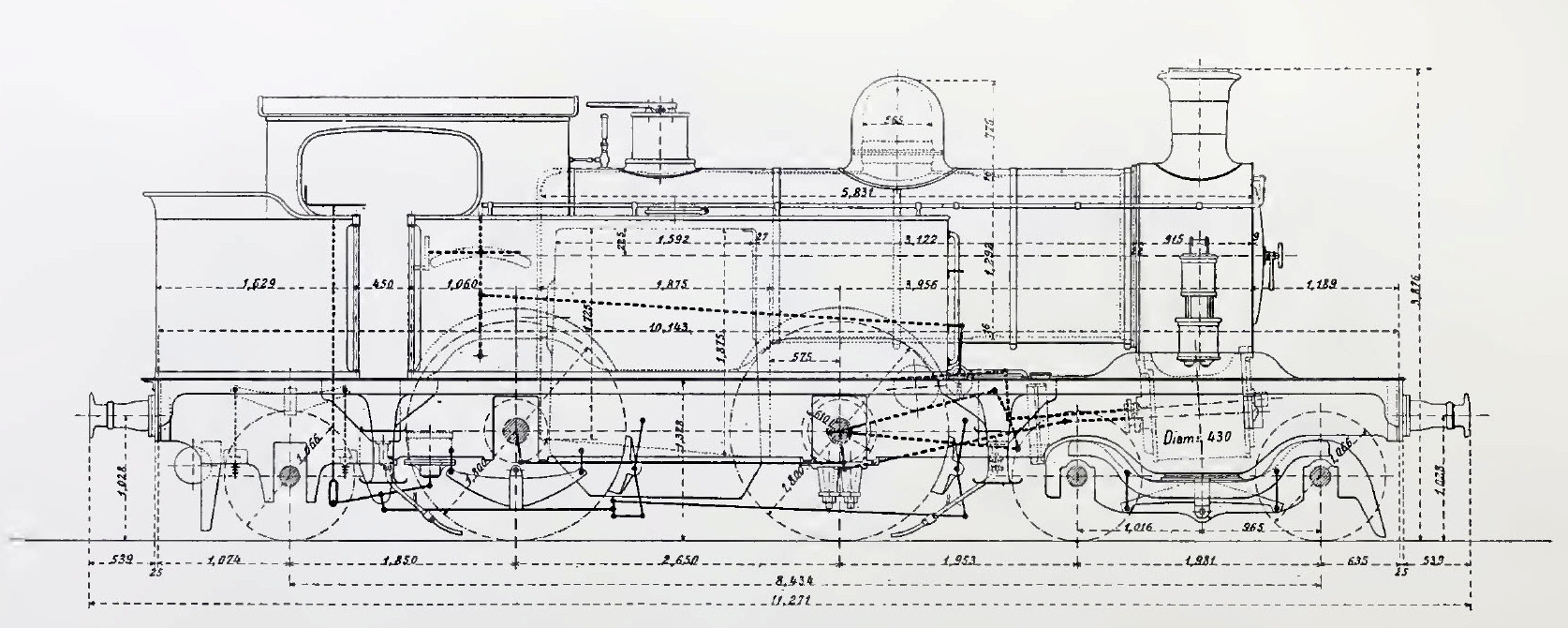
Zeichnung der Lokomotive Nr. 2515

Die Lokomotiven der Reihe 15 basierten auf den Schlepptenderlokomotiven der Reihe 17, die von John F. McIntosh, dem Oberingenieur der schottischen Caledonian Railway entworfen worden war. Die Reihe 15 war auch für das Führen von Personenzügen auf Strecken geringer Achslast geeignet, der Wasservorräte musste aber auf 5 m³ begrenzt werden, damit die 14 t Achslast nicht überschritten wurden. Auf den Hauptstrecken konnten die Wassertanks voll gefüllt werden, wobei die Radsatzfahrmasse auf 16,5 t anstieg. In dieser Konfiguration konnte die Lokomotive mit leichten Schnellzügen auf ebenen Hauptstrecken 100 km/h erreichen.
Der Langkessel hatte eine Crampton-Feuerbüchse, der Rahmen war als Blechrahmen ausgebildet. Die zwei Zylinder des Innentriebwerks waren über der Mitte der vorlaufenden Drehgestells leicht geneigt angeordnet und arbeiteten auf den ersten Treibradsatz. Die Steuerung war als Kulissensteuerung Bauart Stephenson ausgeführt.
Mit 160 t Last konnten die Lokomotiven der Reihe 15 die 28 Kilometer lange Strecke von Brüssel nach Baulers bei Nivelles in 35 Minuten zurücklegen, wobei auf der Fahrt 13 ‰-Steigungen überwunden werden mussten. Die Strecke Brüssel–Mons konnte mit 161 t mit einer Reisegeschwindigkeit von 60 km/h zurückgelegt werden. Auf einer 4 ‰-Steigung konnte die Geschwindigkeit von 69 km/h in Beharrung gehalten werden.